# Spark (software)
Spark je klient pro instant messaging komunikaci protokolů XMPP napsaný v Javě. Spark je open source a multiplatformní klient optimalizován pro obchod a organizace.

## Vlastnosti
- Koncipován pro hromadné komunikace
- Integrace telefonování
- Silná bezpečnost
- Přenos souborů
- Podtrhávání pravopisných chyb
- Oblíbené chatovací místnosti
- Konverzace mezi panely